# Holdrege
Holdrege – miasto w Stanach Zjednoczonych, w stanie Nebraska, ośrodek administracyjny hrabstwa Phelps.